# Bình Long
Bình Long est une ville de la province de Bình Phước dans la région sud-est du Vietnam. En 2003, le district avait une population de 25 110 habitants. Le district couvre une superficie de 756 km2. La capitale du district est An Loc. D'avril à juin 1972, bataille victorieuse de  l'armée de la république du sud-vietnam contre les vietcongs et l'armée populaire du nord vietnam. 

## Sources
- « Districts of Vietnam », Statoids (consulté le 31 juillet 2013)